# Johan Kerkmeijer
Johan Christiaan Kerkmeijer (Middelburg, 9 december 1875 — Hoorn, 9 maart 1956) was bij leven ereburger van de Noord-Hollandse gemeente Hoorn. Hij is voorzitter bij een aantal instellingen in Hoorn geweest en heeft daardoor een grote rol gespeeld in de geschiedenis van de stad. Hij was onder meer voorzitter van Vereniging Oud Hoorn, het Westfries Museum en het Historisch Genootschap Oud Westfriesland (huidige Westfries Genootschap).

## Biografie
Kerkmeijer was zoon van Jan Kerkmeijer en Harmina Christina van den Brink. In 1892 rondde Kerkmeijer zijn HBS af, om meteen aan een opleiding tot tekenleraar te beginnen aan de Rijks-Normaalschool voor Teekenonderwijzers. Deze opleiding was gevestigd in het pand van het Rijksmuseum in Amsterdam. Hier kreeg hij onder andere lessen van Marinus Vlamings, Joseph Cuypers en Jan Derk  Huibers. Mogelijk heeft ook Pierre Cuypers nog les aan Kerkmeijer gegeven, maar dit is niet zeker. In 1895 slaagde hij voor de opleiding. In de winter van 1896-97 gaf hij lessen aan de Avond-Teekenschool in Amstelveen. In oktober 1897 ging hij naar Hoorn, waar hij aan de HBS, de Burgeravondschool en de Stadsteekenschool les ging geven. Als stadstekenmeester gaf hij les aan de Stadsteekenschool in een lokaal in de Waag. De Burgeravondschool huisde in een voormalig kantoorpand van de Vereenigde Oostindische Compagnie aan de Muntstraat. Twee jaar later kreeg hij daar een vaste aanstelling. In de tussentijd werden de Burgeravondschool en de Stadsteekenschool samengevoegd tot de nieuwe Burgeravondschool. Normaal gesproken zou de tekenaar aan de Hogere Burgerschool ook de directeur worden van de Burgeravondschool, maar omdat Kerkmeijer slechts 24 jaar oud was vond men hem te jong. In plaats van Kerkmeijer werd de stadsarchitect Johannes van Reijendam aangewezen als directeur. Tussen 1911 en 1915 was hij, als amateurschilder en -tekenaar, correspondentie-leerling bij Carel Drake. Kerkmeijer stuurde werken naar Drake op en kreeg die dan later met commentaar terug. Op voordracht van Jan Toorop exposeerde hij in 1916 enkele werken op de jaarlijkse zomertentoonstelling van de kunstenaarskolonie te Domburg.
Op 2 december 1912 werd in Hoorn de "Vereeniging de Ambachtsschool voor Hoorn en Omgeving." opgericht. Kerkmeijer werd secretaris van deze ambachtsschool, terwijl hij tussen 1908 en 1910 directeur van de oprichtende vereniging was. Kerkmeijer bleef tot 1939 als bestuurslid verbonden aan de school. De Burgeravondschool werd in 1921 hervormd naar Avondnijverheidsschool, waarop Kerkmeijer ontslag nam als docent.
In 1917 was Kerkmeijer betrokken bij de oprichting van de Vereniging Oud Hoorn. Met een onderbreking van een jaar was hij tussen 1917 en 1956 voorzitter van de vereniging. Bij de oprichting van het Westfries Genootschap gaf Kerkmeijer aan dat hij hoopte dat de twee verenigingen goed samen zouden werken.
In de jaren 1930 was Kerkmeijer docent hand- en lijntekenen aan de Rijks Hogere Burgerschool Hoorn. In zijn functie heeft hij daar meerdere nieuwe directeuren mogen verwelkomen, waaronder ook J.D. Poll (waarnaar de J.D. Pollstraat, de straat direct naast de school, is vernoemd).
Tussen 1918 en 1954 had Kerkmeijer zitting in de toenmalige welstandscommissie. In deze periode raakte hij hierdoor betrokken bij de elektrificatie van de stad, de eerste lijst van gemeentelijke monumenten en de bouw van een aantal opvallende gebouwen in de binnenstad. Ook de aanleg van de twee eerste wijken buiten de singels, Hoorn-Noord en Venenlaankwartier, worden door onder andere Kerkmeijer beoordeeld. In deze periode werd ook de Maria- of Kruittoren gerestaureerd. Hiervoor gebruikte de Vereniging Oud Hoorn tekeningen van Van Reijendam. Deze tekeningen werden echter door Kerkmeijer niet goed bevonden; Van Reijendam heeft de voorgevel als een trapgevel ingetekend, maar kon niet bewijzen dat de toren van origine een traptoren heeft gehad.

### Functies
Kerkmeijer had naast voornoemde functies ook nog (bestuurlijke) functies bij de volgende organisaties:
- Concertstichting Johan Messchaert;
- Vereniging ‘Het Carillon’ te Hoorn;
- Historisch Genootschap Oud-Westfriesland (nu: Westfries Genootschap);
- Commissie Landelijk Schoon en monumentencommissie;
- Restauratiecommissie Noorderkerk;
- Onder andere archivaris bij het Westfries Museum;
- Het Westfries Archief;
- De VVV Hoorn;
- Directeur van het Tekengenootschap Debutade

### Privé
Kerkmeijer trouwde op 6 april 1904 in de Grote Kerk met Johanna Wijnanda Bakker (geboren 6 januari 1881), afkomstig uit Meppel, maar sinds haar derde woonde zij in Hoorn. Kerkmeijer-Bakker vertrok in 1918 naar Amsterdam, om zeven jaar later officieel van haar man te scheiden. Kerkmeijer is twee jaar later nog hertrouwd. Zijn tweede vrouw, Christine de Regt, overleed in 1946 op 52-jarige leeftijd. Na het overlijden van Kerkmeijer - de Regt werd de Kerkmeijer - de Regt Stichting opgericht. Kerkmeijer wenste dat middels deze stichting monumentale roerende en onroerende goederen in stand en onderhouden konden worden. Kerkmeijer is nooit meer hertrouwd en heeft bij geen van zijn twee vrouwen kinderen gekregen. 

### Onderscheidingen
In 1937 ontving Kerkmeijer, als eerste, het ereburgerschap van de gemeente Hoorn. De benoeming wordt onder meer herdacht op een in 1937 geplaatste bronzen plaquette in de entreehal van het Westfries Museum. Naast dat Kerkmeijer het ereburgerschap van Hoorn ontving, werd hij ook benoemd tot ridder in de Orde van Oranje-Nassau.

## Na overlijden
In de voorgevel van zijn woonhuis aan de Noorderstraat werd een gevelsteen geplaatst, waarop staat geschreven Hier leefde en werkte onze ereburger J.C. Kerkmeijer. Hij kocht dit pand in 1904, om er vanaf 1905 voor de rest van zijn leven te kunnen wonen. In 1997 werd een van de zalen in het Statenlogement naar hem vernoemd.